# East Ayton
East Ayton är en ort och civil parish i Storbritannien.   Den ligger i grevskapet North Yorkshire och riksdelen England, i den centrala delen av landet, 300 km norr om huvudstaden London. East Ayton ligger 56 meter över havet och antalet invånare är 1 687.
Terrängen runt East Ayton är platt åt sydost, men åt nordväst är den kuperad. Runt East Ayton är det ganska tätbefolkat, med 120 invånare per kvadratkilometer. Närmaste större samhälle är Scarborough, 5,3 km nordost om East Ayton. Trakten runt East Ayton består till största delen av jordbruksmark.